# Thomomys mazama
Thomomys mazama är en däggdjursart som beskrevs av Clinton Hart Merriam 1897. Thomomys mazama ingår i släktet Thomomys och familjen kindpåsråttor. IUCN kategoriserar arten globalt som livskraftig. Inga underarter finns listade i Catalogue of Life. Wilson & Reeder (2005) skiljer mellan 15 underarter. 

## Utseende
Vuxna exemplar är 12,0 till 16,6 cm långa (huvud och bål), har en 4 till 9 cm lång svans och väger 60 till 135 g. Bakfötterna är 2,5 till 3,0 cm långa. På ryggens topp förekommer kastanjebrun, mörkbrun eller nästan svartaktig päls som blir mer orangebrun fram mot sidorna. Undersidan är täckt av ljus orangebrun till ljusbrun päls. Kännetecknande är en stor svartaktig fläck bakom varje öra. Arten kan lätt förväxlas med Thomomys talpoides som har små svarta fläckar bakom öronen och en mer gråaktig päls. Entydiga avvikelser finns i konstruktionen av kraniet och av hanens penisben.

## Utbredning
Denna gnagare förekommer med flera från varandra skilda populationer i västra USA i delstaterna Washington, Oregon och Kalifornien. Habitatet utgörs av gräsmarker som savanner, prärien, betesmarker eller ödemark som delvis är täckt av gräs.

## Ekologi
Thomomys mazama bygger liksom andra kindpåsråttor under jordiska tunnelsystem och äter rötter, rotfrukter och vissa växtdelar som finns ovanpå marken. Utanför parningstiden lever hanar och honor ensam. Mellan mars och juni föder honan en kull med 4 till 6 ungar. Gnagaren jagas bland annat av ugglor, prärievargar och rödlo.